# 维莱·朗
维莱·朗（芬蘭語：Ville Lång，1985年2月14日—）生于拉赫蒂，芬兰男子羽毛球运动员。

## 簡歷
维莱·朗在2003年欧洲青年羽毛球锦标赛中夺得铜牌，又朗赢得了2005、2006、2007和2008年芬兰羽毛球赛冠军。
在北京奥运会羽毛球男子单打比赛中，维莱·朗有着不错的表现，先后淘汰了乌克兰和美国选手进入16强，后被印尼名将索尼·昆科罗击败。
2012年，维莱·朗代表芬蘭出戰英國倫敦舉行的奥林匹克运动会羽毛球比賽男子單打項目；在小組賽階段以1比2（8-21、21-14、11-21）負於頭號種子、馬來西亞的李宗伟出局；芬兰总统绍利·尼尼斯托在比賽期間亦有到場支持他。
2013年8月，維萊·朗參加中國廣州舉行的世界羽毛球錦標賽，出戰男子單打項目，在首圈就以0比2（4-21、15-21）負於丹麥的维克托·阿萨尔森出局。
2014年8月，維萊·朗參加丹麥哥本哈根舉行的世界羽毛球錦標賽，出戰男子單打項目。首圈以2-1力克以色列選手米沙·西尔伯曼晉級，但在第二圈就以1比2（21-17、15-21、17-21）不敵9號種子、香港的胡贇出局。
2015年8月，維萊·朗參加印尼雅加達舉行的世界羽毛球錦標賽，出戰男子單打項目，首圈就以0比2（13-21、14-21）不敵9號種子、南韓的孫完虎出局。

## 主要比賽成績
只列出曾進入準決賽的國際賽事成績：
| 年份   | 賽事                       | 公開賽級別 | 項目     | 成績   |
| ------ | -------------------------- | ---------- | -------- | ------ |
| 2008年 | 羅馬尼亞羽毛球國際賽       | 國際系列賽 | 男子單打 | 冠軍   |
| 2008年 | 義大利羽毛球國際賽         | 國際挑戰賽 | 男子單打 | 準決賽 |
| 2009年 | 愛沙尼亞羽毛球國際賽       | 國際系列賽 | 男子單打 | 冠軍   |
| 2009年 | 土耳其羽毛球國際賽         | 國際系列賽 | 男子單打 | 冠軍   |
| 2010年 | 芬蘭羽毛球公開賽           | 國際挑戰賽 | 男子單打 | 亞軍   |
| 2010年 | 匈牙利羽毛球國際賽         | 國際系列賽 | 男子單打 | 冠軍   |
| 2010年 | 蘇格蘭羽毛球國際賽         | 國際挑戰賽 | 男子單打 | 亞軍   |
| 2010年 | 愛爾蘭羽毛球國際賽         | 國際系列賽 | 男子單打 | 準決賽 |
| 2011年 | 愛沙尼亞羽毛球國際賽       | 國際系列賽 | 男子單打 | 冠軍   |
| 2011年 | 荷蘭羽毛球國際賽           | 國際挑戰賽 | 男子單打 | 亞軍   |
| 2011年 | 保加利亞羽毛球國際賽       | 國際挑戰賽 | 男子單打 | 準決賽 |
| 2011年 | 挪威羽毛球國際賽           | 國際挑戰賽 | 男子單打 | 冠軍   |
| 2011年 | 意大利羽毛球國際賽         | 國際挑戰賽 | 男子單打 | 亞軍   |
| 2012年 | 愛沙尼亞羽毛球國際賽       | 國際系列賽 | 男子單打 | 冠軍   |
| 2012年 | 瑞典斯德哥爾摩羽毛球國際賽 | 國際挑戰賽 | 男子單打 | 準決賽 |
| 2012年 | 白夜羽毛球賽               | 國際挑戰賽 | 男子單打 | 準決賽 |
| 2013年 | 芬蘭羽毛球公開賽           | 國際挑戰賽 | 男子單打 | 準決賽 |
| 2013年 | 荷蘭羽毛球國際賽           | 國際挑戰賽 | 男子單打 | 準決賽 |
| 2013年 | 丹麥羽毛球國際賽           | 國際挑戰賽 | 男子單打 | 亞軍   |
| 2013年 | 白夜羽毛球賽               | 國際挑戰賽 | 男子單打 | 亞軍   |
| 2013年 | 蘇格蘭羽毛球大獎賽         | 大獎賽     | 男子單打 | 準決賽 |
| 2013年 | 意大利羽毛球國際賽         | 國際挑戰賽 | 男子單打 | 準決賽 |
| 2014年 | 瑞典羽毛球大師賽           | 國際挑戰賽 | 男子單打 | 冠軍   |
| 2014年 | 歐洲男子羽毛球團體錦標賽   | 其他       | 男子團體 | 季軍   |
| 2014年 | 白夜羽毛球賽               | 國際挑戰賽 | 男子單打 | 準決賽 |
| 2014年 | 瑞士羽毛球國際賽           | 國際挑戰賽 | 男子單打 | 準決賽 |
| 2014年 | 蘇格蘭羽毛球大獎賽         | 大獎賽     | 男子單打 | 冠軍   |
| 2015年 | 奧爾良羽毛球國際挑戰賽     | 國際挑戰賽 | 男子單打 | 準決賽 |
| 2015年 | 瑞士羽毛球國際賽           | 國際挑戰賽 | 男子單打 | 亞軍   |
| 2016年 | 愛沙尼亞羽毛球國際賽       | 國際系列賽 | 男子單打 | 冠軍   |

| 2007-2017年 | 首要超級賽 | 超級賽 | 黃金大獎賽 | 大獎賽 | 國際挑戰賽 | 國際系列賽 | 未來系列賽 | 其他 |

| 2018-2026年 | 總決賽 | 超級1000賽 | 超級750賽 | 超級500賽 | 超級300賽 | 超級100賽 | 國際挑戰賽 | 國際系列賽 | 未來系列賽 | 其他 |

### 奧運會和世錦賽參賽紀錄
|          | 2005 | 2006 | 2007 | 2008 | 2009 | 2010 | 2011 | 2012       | 2013 | 2014 | 2015 |
| -------- | ---- | ---- | ---- | ---- | ---- | ---- | ---- | ---------- | ---- | ---- | ---- |
| 男子單打 | 32強 | 64強 | 64強 | 16強 | 64強 | 64強 | 32強 | 小組第二名 | 64強 | 32強 | 64強 |